# 帶似天竺魚
帶似天竺魚（學名：Apogonichthyoides sialis），又稱帶似天竺鯛，為輻鰭魚綱鈎頭魚目天竺鯛科擬天竺魚屬下的一個種，分布於西太平洋汶萊、中國、菲律賓和日本駿河灣海域，深度8至15公尺，本魚體延長，長橢圓形，體稍側扁，頭大、眼大、口大且斜裂，頜齒細小，鋤骨和腭骨通常具齒，舌上無齒，前鰓蓋骨邊緣具鋸齒，鰓蓋骨後緣棘不發達，體被弱櫛鱗，體呈淡灰褐色，體側有2條黑色橫帶，分別從第一、第二背鰭前端延伸至腹部，尾柄處有一黑色圓斑，背鰭硬棘8枚、背鰭軟條9枚、臀鰭硬棘2枚、臀鰭軟條9枚，體長可達14公分，棲息在珊瑚礁、礁石區，屬肉食性，以小型無脊椎動物為食，夜行性，繁殖期時，雄魚具有口孵習性，卵約7日化成仔魚，由雄魚吐出，具短暫的仔魚飄浮期，生活習性不明。